# Blandine Rannou

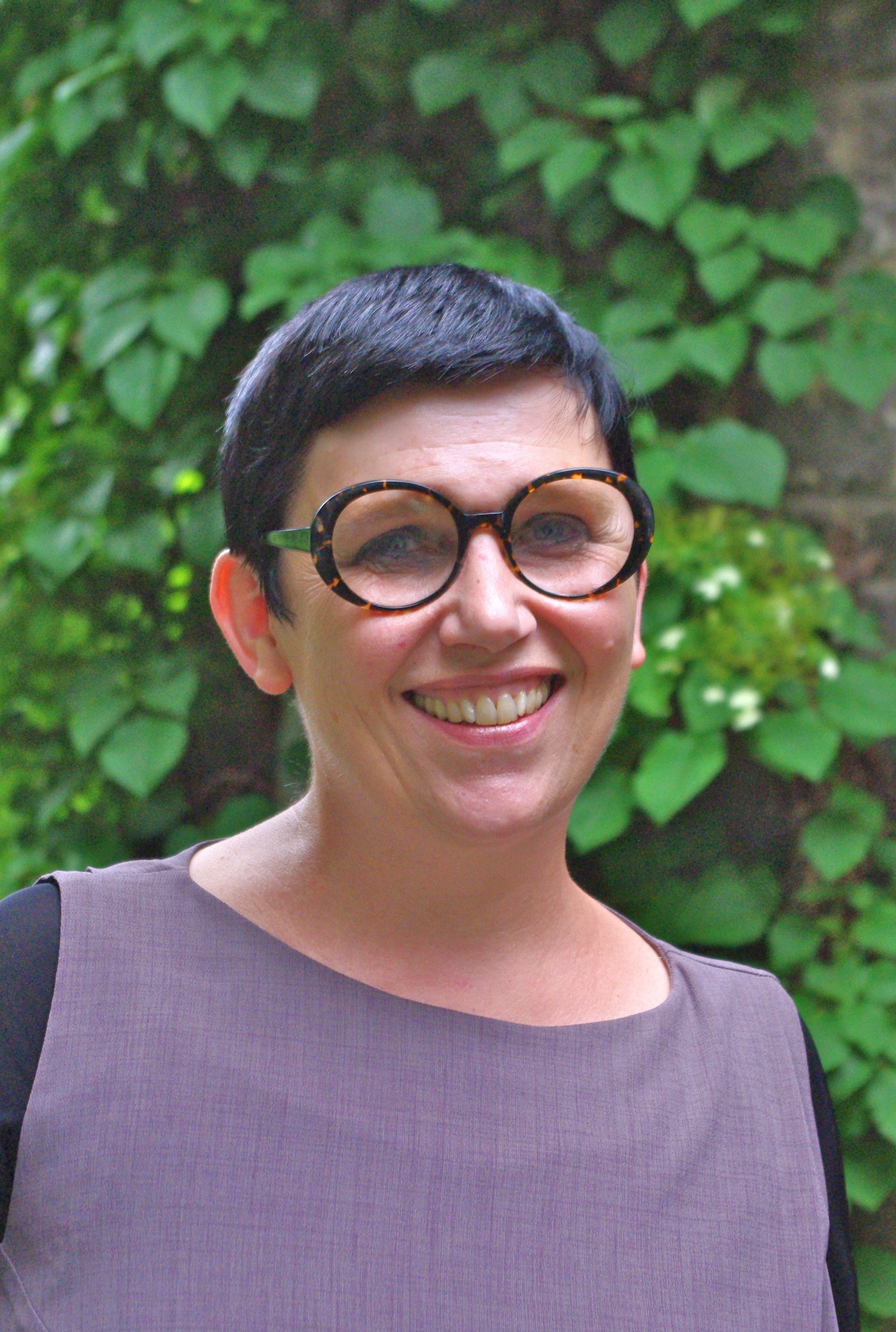
Blandine Rannou

Blandine Rannou (Clermont-Ferrand, 1966) is een Franse klaveciniste.

## Levensloop
In 1983 behaalde ze de Eerste prijs in de Concours national in Angers. Ze studeerde vervolgens aan het Nationaal Conservatorium in Parijs en behaalde er in 1987 Eerste prijzen voor klavecimbel en basso continuo en in 1988 een Eerste prijs voor kamermuziek. Ze ging zich daarop vervolmaken in Amsterdam bij Bob van Asperen en Gustav Leonhardt.
In 1992 behaalde ze de Tweede prijs (geen eerste prijs toegekend), alsook de publieksprijs, in het internationaal klavecimbelconcours gehouden in Brugge in het kader van het Festival Oude Muziek. In 2004 was ze zelf jurylid voor deze prestigieuze wedstrijd.
Rannou heeft een carrière als solo uitvoerder, maar treedt ook op met heel wat barokensembles. Ze is de vaste continuo voor Il Seminario Musicale van Gérard Lesne, en heeft ook gewerkt met le Concert Spirituel van Hervé Niquet.
Blandine Rannou doceert basso continuo aan het Nationaal Conservatorium in Parijs en klavecimbel aan het Conservatorium van Versailles.

## Discografie
- 2001 : 'Monsieur Rameau', Integrale van de klavecimbelwerken van  Jean-Philippe Rameau
- 2002 : Johann Sebastian Bach, Suites françaises
- 2003 : Johann Sebastian Bach, Suites anglaises
- 2004 : François Couperin, Pièces pour Clavecin,
- 2007 : Johann Sebastian Bach, Sonates voor viola da gamba en klavecimbel, met Guido Balestracci
- 2008 : Forqueray, Werk voor klavecimbel
- 2010 : Johann Sebastian Bach, Variations Goldberg